# Fusion (territoire)
Pour les articles homonymes, voir Fusion, Consolidation et Amalgamation.
Ne doit pas être confondu avec Annexion.
Une fusion, consolidation ou amalgamation est, dans un cadre politique ou administratif, la combinaison d'au moins deux entités administratives (des municipalités, des comtés ou encore des districts) en une seule entité. Ce terme est utilisé lorsque le processus s'opère à l'intérieur d'une entité souveraine.
Une croissance déséquilibrée ou une expansion vers l'extérieur d'un voisin peut conduire à la décision administrative de fusionner (voir Étalement urbain). Dans certains cas, une perception commune de continuité peut être un facteur déclenchant le processus (voir conurbation). Certaines villes étant passées par une amalagation ou un processus similaire disposaient de plusieurs subdivisions administratives ou de juridictions, chacune dotées un maire distinct.
L'annexion est similaire à l'amalgamation, mais diffère dans son application sur deux points :
1. Les territoires joints étaient des entités souveraines avant le processus au lieu d'être des territoires d'une seule entité politique.
2. Les limites de la ville sont repoussées par l'addition de territoires qui n'étaient pas en eux-mêmes incorporés en tant que ville ou village.

## Exemples

### En France
- Les communes nouvelles.
- Fusion, le 1er janvier 2015, de la Communauté urbaine de Lyon et, dans le territoire de celle-ci, du département du Rhône (en tant que collectivité territoriale) en la collectivité à statut particulier nommée Métropole de Lyon.
- Fusion, le 1er janvier 2016, d'une part du département de la Guyane et de la région de Guyane en la collectivité unique nommée Collectivité territoriale de Guyane et d'autre part du département de la Martinique et de la région de Martinique en la collectivité unique nommée Collectivité territoriale de Martinique.
- Fusion, le 1er janvier 2016, de plusieurs régions.
- Fusion, le 1er janvier 2018, de la Collectivité territoriale de Corse et des départements de Haute-Corse et de Corse-du-Sud (en tant que collectivités territoriales) en la collectivité unique nommée Collectivité de Corse. Les départements du Golo et du Liamone, créés en 1793 par scission du département de Corse, avaient fusionné en 1811 pour reformer un unique département de Corse, lequel fut à nouveau divisé, en Haute-Corse et Corse-du-Sud, en 1976.
- Fusion, le 1er janvier 2019, de la commune de Paris et du département de Paris en la collectivité à statut particulier nommée Ville de Paris.
- Fusion, le 1er janvier 2021, des départements du Bas-Rhin et du Haut-Rhin (en tant que collectivités territoriales) en la Collectivité européenne d'Alsace